# Trididemnum
Trididemnum är ett släkte av sjöpungar som beskrevs av Della Valle 1881. Trididemnum ingår i familjen Didemnidae.

## Dottertaxa tillTrididemnum, i alfabetisk ordning[1][2]
- Trididemnum amiculum
- Trididemnum areolatum
- Trididemnum auriculatum
- Trididemnum banneri
- Trididemnum caelatum
- Trididemnum cerebriforme
- Trididemnum cereum
- Trididemnum clinides
- Trididemnum cristatum
- Trididemnum cyclops
- Trididemnum delesseriae
- Trididemnum discrepans
- Trididemnum dispersum
- Trididemnum fetia
- Trididemnum granosum
- Trididemnum inarmatum
- Trididemnum lapidosum
- Trididemnum maragogi
- Trididemnum marmoratum
- Trididemnum mellitum
- Trididemnum miniatum
- Trididemnum natalense
- Trididemnum nobile
- Trididemnum nube
- Trididemnum nubilum
- Trididemnum opacum
- Trididemnum orbiculatum
- Trididemnum paraclinides
- Trididemnum paracyclops
- Trididemnum pedunculatum
- Trididemnum pigmentatum
- Trididemnum planum
- Trididemnum polyorchis
- Trididemnum poma
- Trididemnum propinquum
- Trididemnum pseudodiplosoma
- Trididemnum pusillum
- Trididemnum reticulatum
- Trididemnum savignii
- Trididemnum sibogae
- Trididemnum solidum
- Trididemnum spongia
- Trididemnum spumosum
- Trididemnum strangulatum
- Trididemnum strigosum
- Trididemnum tectum
- Trididemnum tenerum
- Trididemnum thetidis
- Trididemnum tomarahi
- Trididemnum translucidum
- Trididemnum vahaereere
- Trididemnum vermiforme
- Trididemnum vostoki